# Real Bout Fatal Fury 2: The Newcomers
Real Bout Fatal Fury 2: The Newcomers (リアルバウト餓狼伝説2 THE NEWCOMERS?, Real Bout Garō Densetsu 2 The Newcomers, "Real Bout Legend of the Hungry Wolf 2") è un videogioco picchiaduro del 1998 della SNK per piattaforme Neo Geo. È il settimo videogioco della serie Fatal Fury ed il terzo titolo della sotto-serie Real Bout, uscito dopo Real Bout Fatal Fury e Real Bout Fatal Fury Special. Il videogioco utilizza la stessa grafica di Real Bout Special, ma ritorna al sistema di combattimento dell'originale Real Bout.

## Personaggi
- Alfred Airhawk: giovane pilota, combatte contro White per difendere la tomba di suo padre, morto anni prima.
- Andy Bogard: il più giovane dei due fratelli Bogard, cresciuto in Giappone e in Italia ed esperto di Ninjutsu, combatte per vendicare la morte di suo padre.
- Billy Kane: scagnozzo al soldo di Geese Howars esperto con il bastone.
- Blue Mary Ryan: fidanzata di Terry Bogard, esperta di Sambo russo, è in realtà un investigatore privato.
- Bob Wilson: cameriere del Pao Pao Cafè 2 è un esperto di Capoeira.
- Cheng Shin Zan: lottatore di Tai Chi, compete per il premio in denaro del torneo; nonostante la massa è in grado anche di saltare.
- Duck King: deejay statunitense,  ha uno stile inconfondibile di combattimento tra la capoeira e il ballo.
- Franco Bash: meccanico aeroportuale statunitense ma di chiare origini italiane e campione di kickboxing, combatte per liberare suo figlio Junior dalle grinfie di Yamazaki spietato killer della mafia giapponese al soldo di Geese Howard.
- Hon-Fu: poliziotto di Hong Kong, è sulle tracce di Yamazaki.
- Geese Howard: è il boss mafioso della città di South Town ed è colui che ha ucciso Jeff Bogard il padre di Terry e Andy Bogard.
- Jin Chonrei: lottatore cinese con il dono dell'immortalità così come suo fratello Jin Chonshu.
- Jin Chonshu: fratello minore di Jin Chorei con lo stesso dono del fratello.
- Joe Higashi: giapponese, ma cresciuto in Thailandia, è il campione della Muay Thai ed è un grande amico di Terry e Andy Bogard.
- Kim Kaphwan: campione di Taekwondo, con un forte senso di giustizia.
- Laurence Blood: spagnolo di nobili origini è un matador ed è la guardia del corpo di Wolfgang Krauser.
- LiXiangfei: ragazza cinese cameriera ed esperta di arti marziali cinesi, che vive con lo zio.
- Mai Shiranui: ninja femmina, che può generare attacchi con il fuoco.
- Rick Strowd: pugile nativo americano, si guadagna da vivere combattendo spesso in un casinò per incontri spettacolo; partirà poi per cercare di vincere il titolo mondiale.
- Ryuji Yamazaki: spietato assassino della Yakuza al soldo di Geese Howard.
- Sokaku Mochizuki: discendente da una stirpe di esorcisti, usa i suoi poteri speciali durante i combattimenti.
- Terry Bogard: il più grande ed impulsivo dei fratelli Bogard, combatte per vendicare la morte di suo padre, ucciso davanti ai suoi occhi da Geese Howard.
- Tung-Fu Rue: anziano maestro cinese di arti marziali, che ha allenato Terry Bogard e Geese Howard.
- Wolfgang Krauser: Boss finale, tedesco di nobili origini, è il fratellastro di Geese Howard.